# لاكلان تورنر
لاكلان تورنر (بالإنجليزية: Lachlan Turner)‏ هو لاعب اتحاد الرغبي أسترالي، ولد في 11 مايو 1987 في بريزبان في أستراليا.

## وصلات خارجية
- لاكلان تورنر عل موقع إسبنسكروم (الإنجليزية)
- لاكلان تورنر على موقع ItsRugby.co.uk (الإنجليزية)
- لاكلان تورنر على موقع اتحاد ألعاب الكومنولث (مؤرشف) (الإنجليزية)